# Rufus Gore
Rufus Gore (omstreeks 1925) was een Amerikaanse jumpblues- en rhythm-and-blues-muzikant (zang, saxofoon).

## Biografie
Gore was vanaf 1949 solist in de r&b-band van Tiny Bradshaw (I'm Going to Have Myself a Ball, 1950). In 1953/1954 begeleidde hij Esther Phillips, Wynonie Harris en Lula Reed. Onder zijn eigen naam bracht hij in 1954/1955 bij King Records de singles Rib Tips, Big Ends en Firewater uit, laatstgenoemde was een nummer van de songwriter Henry Glover. Verder werkte hij met Red Prysock. Vanaf Chicago verhuisde hij in 1957/1958 naar New Orleans, waar hij speelde met onder andere James Booker, Allen Toussaint, Little Willie John en Moon Mullican. Op het gebied van de jazz was hij tussen 1949 en 1957 betrokken bij 23 opnamesessies.